# Dylan Carter
Dylan Carter (Santa Clara, 30 gennaio 1996) è un nuotatore trinidadiano. Ha rappresentato il Trinidad e Tobago ai Giochi olimpici di Rio de Janeiro 2016 gareggiando nel concorso dei 100 metri stile libero.

## Palmarès
- Mondiali in vasca corta

Hangzhou 2018: bronzo nei 50m farfalla.
Abu Dhabi 2021: argento nei 50m farfalla.
Melbourne 2022: bronzo nei 50m sl.
- Giochi panamericani

Lima 2019: bronzo nei 100m dorso.
- Giochi del Commonwealth

Gold Coast 2018: argento nei 50m farfalla.
- Giochi CAC

Barranquilla 2018: oro nei 100m sl, nei 50m farfalla e nei 50m rana, argento nei 50m sl e bronzo nella 4x100 sl.
- Giochi olimpici giovanili

Nanchino 2014: argento nei 50m farfalla e bronzo nei 50m sl.
- Mondiali giovanili

Dubai 2013: argento nei 50m farfalla.
- Vincitore della Coppa del Mondo nel 2022

## International Swimming League
| Stagione 2019 | Stagione 2020 | Stagione 2021 |
| ------------- | ------------- | ------------- |
| LA Current    | LA Current    | London Roar   |